# Слободзея
Слободзе́я (рум. Slobozia; укр. Слободзея) — город на левом берегу реки Днестр, в 12 км к юго-востоку от Тирасполя. Административный центр Слободзейского района. Находится на международно признанной территории Республики Молдова, фактически контролируемой непризнанной Приднестровской Молдавской Республикой.

## История
Название города происходит от молдавского «слобозия» (рус. слобода). Основание Слободзеи относят к концу XVII — началу XVIII веков. В 1768 году, во время русско-турецкой войны село Слободзея, как и другие окрестные села левобережья были сожжены и разграблены. С 1787 по 1792 гг. Слободзея — центр Черноморского казачьего войска во главе с кошевом атаманом Захарием Алексеевичем Чепегой (герой штурма Очакова и Измаила, кавалер орденов Святого Георгия 3-й и 4-й степени и Святого Владимира 3-й степени). В то время Слободзея представляла собой земляную крепость с пушками, деревянным собором внутри, а также арсеналом и складами. В 1792 году Черноморское казачье войско из Слободзеи и других станиц, расположенных вдоль нижнего течения реки Днестр, переселено на Кубань для охраны новых южных рубежей, где казаками было основано 40 куреней с центром в городе Екатеринодар. 
В 1792 году в Слободзее была выстроена Михайловская каменная церковь. В 1793 году в селе насчитывалось 134 двора с населением мужского пола — 421, женского — 349. В 1809 году была построена новая Михайловская церковь (реконструированная и ныне действующая).
К 1863 году — одно из самых больших селений Тираспольского уезда Херсонской губернии: 648 дворов, пять тысяч жителей (молдаване и великороссы), две православные церкви, школа, базар раз в две недели, лавки, волостная вспомогательная касса, основанная в 1848 году.
К 1907 году в Слободзее — 2202 двора, в которых проживает 12 761 житель, в этом числе мужского пола — 6371 и женского пола — 6390. Население занималось преимущественно виноградарством, рыболовством, торговлей, землепашеством. Село состояло из двух частей (обществ): русской и молдавской. Жители — бывшие государственные крестьяне: русские, молдаване и украинцы. В селе — волостное правление, сельский староста и писарь отдельно на молдавскую и русскую части, волостная ссудо-сберегательная касса, 48 десятских, квартальный урядник, два стражника, два православных храма, школы — земская и церковно-приходская.
В феврале 1920 года в Слободзее установлена советская власть. К концу 1933 года практически все крестьяне Слободзеи были объединены в мелкие хозяйства. В селе Слободзея Молдавская в это время действовали колхозы имени Чапаева, Калинина и Красный Партизан. В селе Слободзея Русская — колхоз «Политотдел». Создание Слободзейской машинно-тракторной станции (МТС), оказывавшей помощь техникой колхозам в обработке земли, и строительство Карагашской оросительной сети позволило значительно увеличить объём сельскохозяйственного производства. До 1940 года село в Тираспольском районе Молдавской автономной ССР. Во время Великой Отечественной войны румынские оккупационные власти включили село Слободзея в состав «губернаторства Транснистрия», жудец Тираспол.
В 1951—1956 годах все колхозы Слободзеи Молдавской были объединены в колхоз имени Сталина, впоследствии колхоз 1 мая, колхозы Слободзеи Русской, объединены в колхоз «XX партсъезд». Указом Президиума Верховного Совета Молдавской ССР от 3 июня 1958 года Слободзейский район был упразднён и образован Тираспольский район с центром в городе Тирасполе. Постановлением Президиума Верховного Совета МССР от 21 июня 1971 года Тираспольский район был упразднён, а на его базе созданы Григориопольский и Слободзейский районы. Административным центром Слободзейского района вновь стала Слободзея молдавская часть.
Президиум Верховного Совета МССР 28 января 1972 года своим решением объединил сельские Советы Слободзея молдавская часть и Слободзея русская часть в одно село Слободзея и отнёс его к категории посёлков городского типа.
12 июня 2002 года решением Верховного Совета непризнанной ПМР Слободзея стала городом.

## Население
В "Записках о пособиях к изучению южнорусской земли" В.И. Григоровича сообщалось, что к 1791 г. в Слободзее проживало 130 семей казаков. Однако после "Указа императрицы Екатерины II Великой о переселении Черноморских казаков на Кубань" многие казаки с семьями в 1792 г. навсегда покинули свои дома и отправились на защиту новых южных границ Российской Империи.
Численность населения города по состоянию на 1 января 2014 года составляла 14 618 человек В 2004 году в городе жило около 20 тыс. человек, большую часть из которых составляли молдаване (около 45 %) и русские (около 35 %).
Национальный состав города (по переписи 2004 года):
- молдаване — 7315 чел. (45,54 %)
- русские — 6507 чел. (40,51 %)
- украинцы — 1696 чел. (10,56 %)
- гагаузы — 97 чел. (0,60 %)
- болгары — 94 чел. (0,59 %)
- немцы — 72 чел. (0,45 %)
- белорусы — 61 чел. (0,38 %)
- евреи — 3 чел. (0,02 %)
- другие — 217 чел. (1,35 %)
- Всего — 16062 чел. (100,00 %)

## Экономика
Крупнейшими предприятиями являлись Слободзейский хлебокомбинат (закрыт  более 9 лет по состоянию на 2025 год), поставлявший продукцию во многие населённые пункты региона и Слободзейский консервный завод «Октябрь»(закрыт по состоянию на 2023 год) экспортировал в прошлом соки и консервы в Россию и на Украину. Основная масса населения занята непроизводственными видами деятельности (в сфере обслуживания), а также в сельском хозяйстве, на настоящее время распространена массовая трудовая миграция населения в страны дальнего и ближнего зарубежья. Большая часть жилого фонда — частные дома,  центр занят многоэтажными зданиями. В районе реки Днестр присутствует зона отдыха и разбит парк.

## Образование
В городе 4 школы - 3 средних общеобразовательных (русско-молдавская и две русских, одна из которых совмещена с теоретическим лицеем-колледжем) и одна русская основная общеобразовательная школа, а так же политехнический строительный техникум.
Кроме того, в городе функционируют Муниципальные образовательные учреждения:
- Детская музыкальная школа, которую организовал в 1959 году Приян Семён Михайлович и руководил ею 25 лет, вторым директором был Диянов Виктор Фёдорович, который также руководил школой 25 лет[6], нынешний директор — Вуколова (Ивануш) Светлана Андреевна.
- Детская художественная школа, которой 40 лет руководит — Затыка Юрий Николаевич[7].

Самые маленькие жители города воспитываются в учреждениях дошкольного образования:
- «Албинуца» (русско-молдавский детский сад)[8]
- «Ивушка»
- «Лучик»